# マシュー・ベラミー
マシュー・ベラミー（本名: Matthew James Bellamy、1978年6月9日 - ）は、イギリスのミュージシャン。1994年からミューズのフロントマンとしてボーカル、ギター、キーボード、ピアノ、作詞、作曲などを担当。イングランド・ケンブリッジ出身。日本国外での主な表記名はMatt Bellamy。

## 略歴
イングランドのケンブリッジで生まれる。父親はトルネイドースのギタリストであったジョージ・ベラミー。
6歳からピアノを独学で始めて間もないころ、地元のコンテストで優勝。10歳までをケンブリッジで過ごしたのち、ティンマスに移り住む。
13歳、14歳ごろに1990年代初期の景気後退による父親の破産を経て両親が離婚し、母、兄と暮らすようになる。このころの苦境が自分を成功へと駆り立てたとのちに『ザ・サン』のインタビューで語っている。
学生時代にドミニク・ハワード、クリス・ウォルステンホルムと知り合い、前身バンドでの活動を経て1994年にミューズに改名して本格的に活動を開始する。

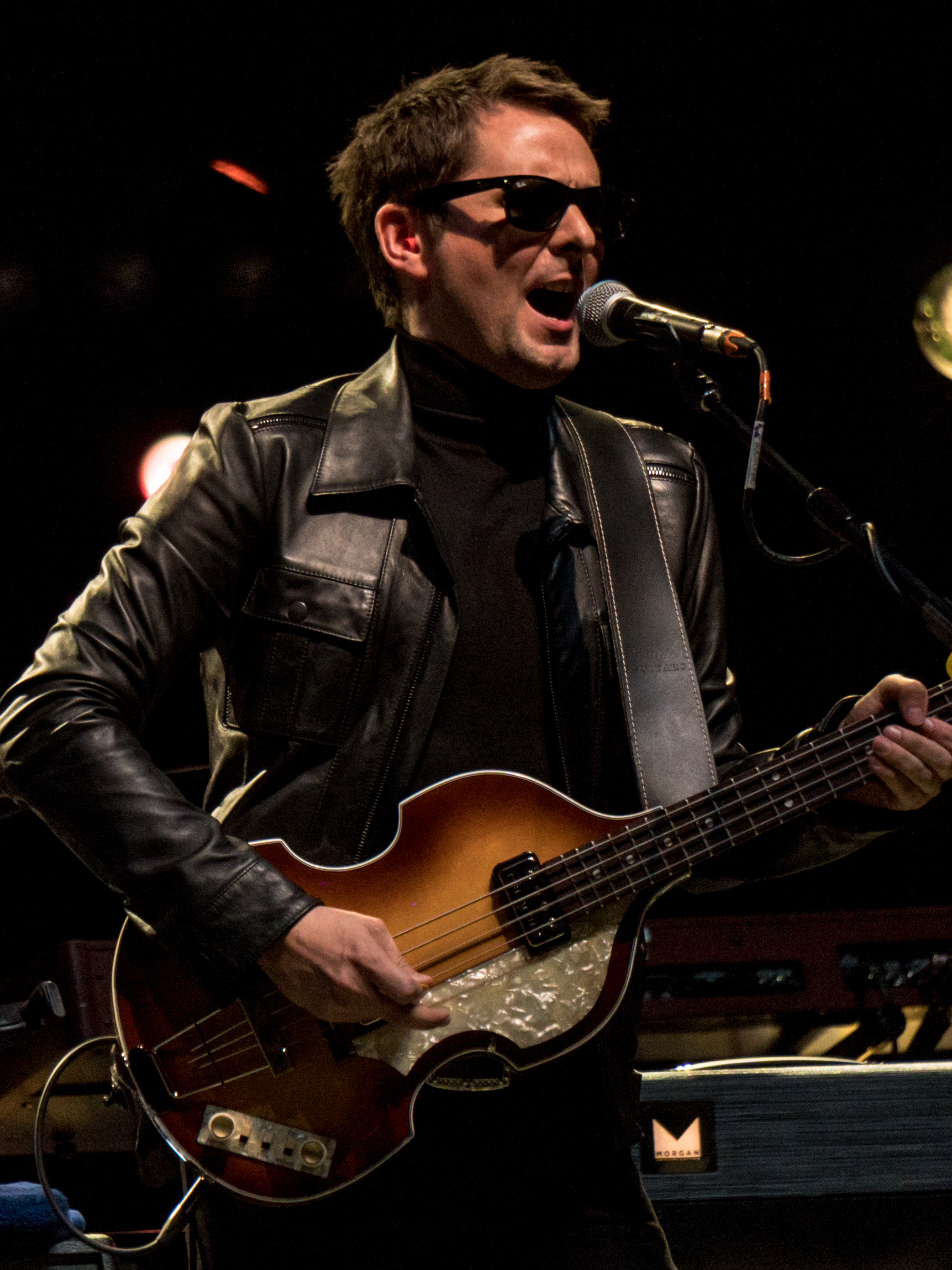
The Jaded Hearts Clubでベースを演奏するベラミー（2018年）

2017年にグレアム・コクソンのレーベル「Transcopic Records」をコクソンと共同で運営していたジェイミー・デイヴィスの誕生日パーティーで、ビートルズのカバーを演奏する目的でバンド「The Jaded Hearts Club」を結成し、ベースを担当。活動はその後も続き、デイヴィス、コクソン、ラスカルズの元ボーカリストであるマイルズ・ケイン、ナイン・インチ・ネイルズのドラマーであるIlan Rubin、ザ・ズートンズのドラマーであるショーン・ペイン、ミューズのハワード、ウォルステンホルム、ジェットのニック・セスターらが参加した。のちにビートルズ以外もカバーするようになり、2020年10月にアルバム『You've Always Been Here』をプロデュースし、発表した。
2019年4月に発売されたテレビドラマ『ゲーム・オブ・スローンズ』のコンピレーションアルバム『For the Throne』で初のソロ楽曲「Pray」を発表し、2021年7月にミューズのカバー3曲を含む初のソロアルバム『Cryosleep』をレコード・ストア・デイに合わせて発売した。

## 特徴と影響

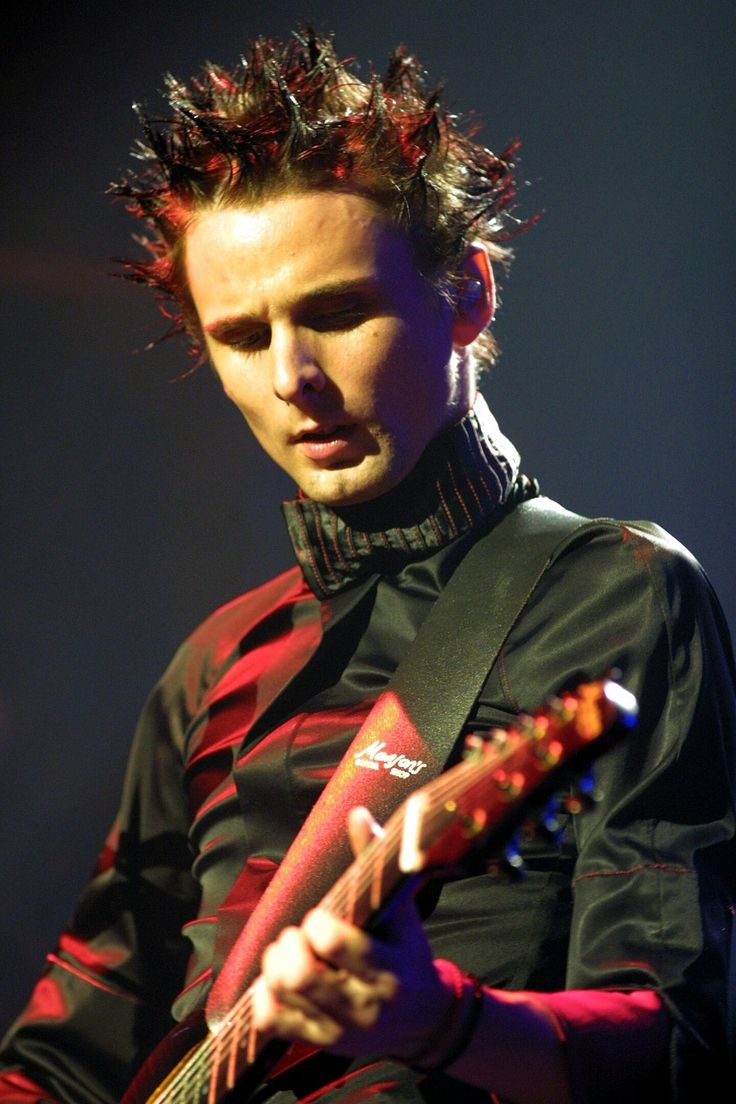
2001年、ゼニットにて

歌手としてはジェフ・バックリィの影響を受けたビブラート、ファルセット、メリスマティックなフレーズを使う。バックリィの1994年のアルバム『グレース』を聴くまでは、自分の高音の歌声がロックに適しているとは思っていなかったと語っている。2020年にはバックリィが『グレース』で使用したフェンダー・テレキャスターを購入し、The Jaded Hearts Clubおよびミューズの2022年のアルバム『ウィル・オブ・ザ・ピープル』のレコーディングで使用した。
ギタリストとしてはカート・コバーンとジミ・ヘンドリックスの影響を受け、彼らのカオスな部分、制御不能な部分を賞賛している。アイアン・メイデン、メタリカ、イングヴェイ・マルムスティーンなどのヘヴィメタルの影響を受けて育つが、次第にニルヴァーナ、レイジ・アゲインスト・ザ・マシーン、スマッシング・パンプキンズなども聴くようになり、テクニカルな演奏ができなくても、コバーンやヘンドリックスのようなカオスな演奏、むちゃくちゃな演奏ならできるのではないかと思うに至ったと話している。ラテン音楽やスペインのギター音楽からも影響を受け、ロックとは異なるハーモニーや楽曲構造、異なる種類の情熱の世界を切り開いたと語っている。
ギターは主にMansonのカスタマイズギターを使用し、"Mattocasters"という名称がつけられている。2000年代初頭からManson Guitar Works社と共同でエレキギターを製作。タッチコントロール可能なMIDIコントローラーを内蔵させ、KORG社製の「KAOSS PAD QUAD - DYNAMIC EFFECTS PROCESSOR」を操作している。ピックアップは基本的にリアを好み、フロントにはサステイナーを搭載している。2019年にはManson社の株式の過半数を購入した。Manson以外ではフェンダー・ストラトキャスターをフロント・ピックアップのサウンドが欲しい時に使用していたが、『ウィル・オブ・ザ・ピープル』では前述のバックリィのテレキャスターがストラトキャスターの代わりに使用されている。
ギターでエレクトロニックなサウンドを作り出すために、アルペジエーターやピッチシフトエフェクトを多用している。手法についてはヘンドリックスやトム・モレロの影響を受けている。ディストーションはZ.VEX社製の「Fuzz Factory」を多用。アンプはVOXの「AC30」を使用。
ピアノはKAWAIを使用し、キーボードも主にKAWAIの「MP8」を使用。ピアニストとしては、アルペジオを多用。「スペース・ディメンシア」「バタフライズ・アンド・ハリケーンズ」でセルゲイ・ラフマニノフ、「アイ・ビロング・トゥ・ユー」でカミーユ・サン＝サーンス、「サンバーン」のイントロでヨハン・セバスティアン・バッハの「Prelude No. 1 in C」、「ユナイテッド・ステイツ・オブ・ユーラシア」でフレデリック・ショパンなど、後期古典派やロマン派の作曲家を示唆したり、引用したりすることが多い。
作詞家としては、政治的でディストピア的なテーマが多い。作詞に影響を与えた本には、ジョージ・オーウェルの『1984年』、ジョン・パーキンスの『エコノミック・ヒットマン』、ミチオ・カクの『Hyperspace』、ゼカリア・シッチンの『The 12th Planet』、キャシー・オブライエンの『トランスフォーメーション・オブ・アメリカ』などがある。トム・ウェイツのファンでもあり、「彼の歌詞には、人生のすべてが詰まっている」と発言した。

## 政治思想

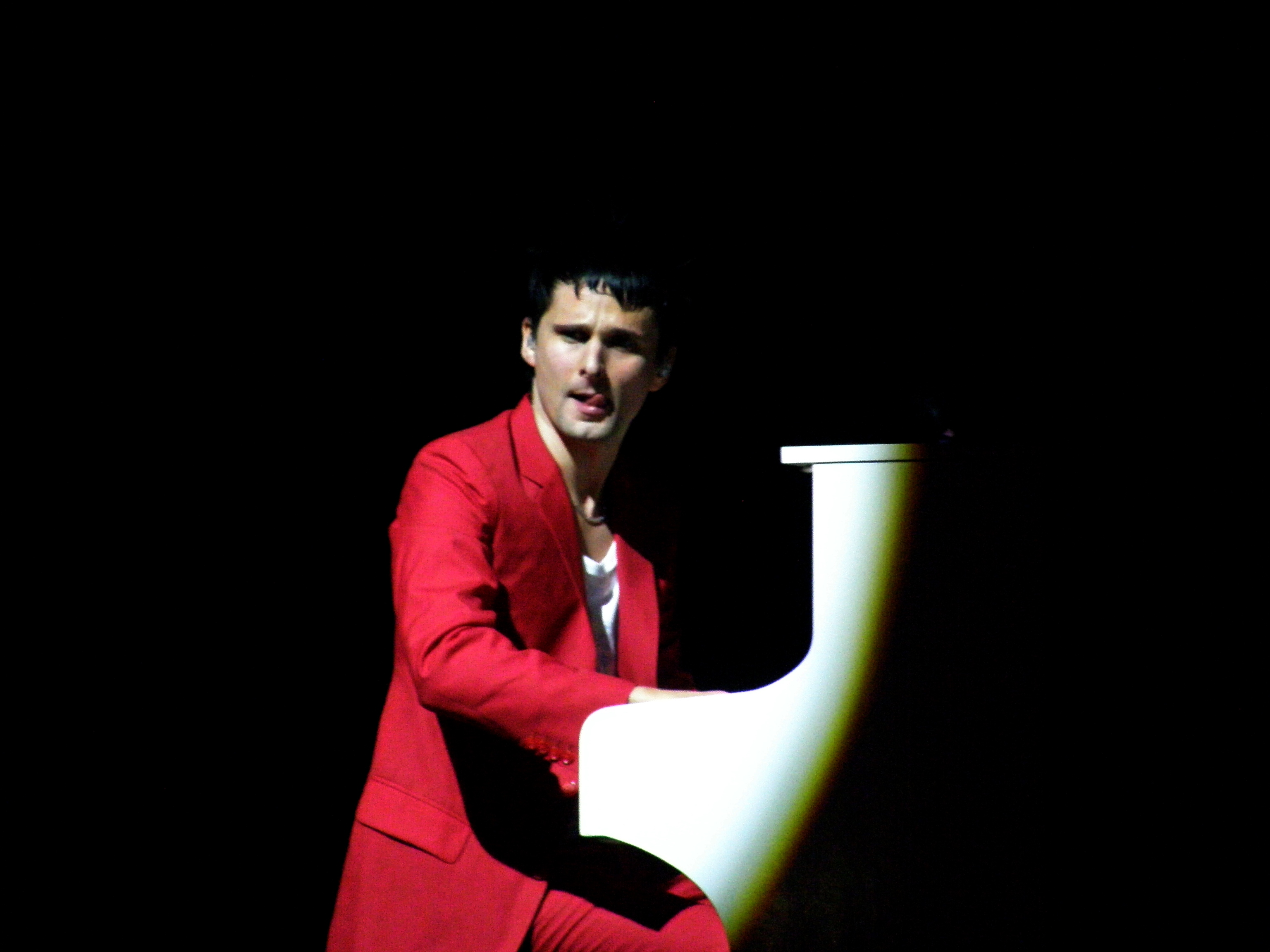
2007年、ネバダ州にて

ノーム・チョムスキーに近い左派リバタリアンを自認している。政策としては、英国王制の廃止、貴族院の廃止、地方分権、脱炭素化、地価税、企業規模の制限を支持し、シリコンバレーの再生可能エネルギーに焦点を当てた新興企業に投資している。ベラミーは「彼らのアイデアや未来へのビジョンを聞くと、私たちが直面している大きな問題の多くが解決できるかもしれないという純粋な希望が湧いてくるのです」と話している。
2022年には自身の政治的見解を "meta-centrism"（メタ中心主義）という言葉で表現した。個人に対してはリベラルでリバタリアン的な価値観の間で揺れ動くが 、土地の所有権や自然、エネルギーの分配などについては、より社会主義的であるとしている。
かつてはUFO、デイビッド・アイク、アメリカ同時多発テロ事件陰謀説などの陰謀論に関心を示し、2016年には「NMEが選ぶ、クレイジーな陰謀論を信じるミュージシャン13人」に選ばれる。
のちに陰謀論は右翼政治に乗っ取られたものであるとし、合理的、経験的、現実的、具体的なことに集中するようになったとして陰謀論に否定的になる。2022年には陰謀論をやらせと評し、陰謀論が魅力的であるのは差し迫った問題から目をそらすためであり、たとえ邪悪な存在であってもどこかで人間が支配しているのではないかという安心感があるからであるとしている。
新型コロナウイルス感染症の世界的流行においては、COVID-19ワクチンの予防接種を受け、マスクによる対策を支持した。

## 私生活
2010年に女優のケイト・ハドソンと交際を始め、2011年4月に婚約、7月には男児が生まれた。2014年12月に婚約を解消した。
2015年2月にモデルのエル・エヴァンスと交際を始め、2017年12月に婚約を発表、2019年8月に結婚した。2020年6月に女児、2024年5月に男児が生まれた。
2017年2月にロサンゼルス・ブレントウッドにあるピート・サンプラスの元自宅である邸宅を購入した。

## 受賞・記録など
- 『コスモポリタン』「最もセクシーなロッカー（sexiest rocker）」（2003年、2004年）[4]
- 『ケラング!』「ロック界で最もセクシーな人物（sexiest person in rock）」28位（2005年4月）[4]
- 『NME』「偉大なロックンロール・ヒーロー（greatest "rock 'n' roll hero"）」14位[4]
- 『NMEアワーズ』「最もセクシーな男性賞（Sexiest Male Award）」（2007年、2009年、2010年、2011年、2013年、2014年）[4]
- 『NMEアワーズ』「ヒーロー・オブ・ザ・イヤー（Hero of the Year）」（2012年）[38]
- ギネス世界記録「ツアー中に壊したギターの数」140本（2010年）[39]
- 『Q』「読者が選ぶ歴代ベスト・フロントマン（greatest frontman of all time）」6位（2010年4月）[40]
- BBC Radio 6 Music「過去30年間で最も優れたギタリスト（best guitarist of the last 30 years）」3位（2010年）[41]

## 作品

### スタジオ・アルバム
- 『Cryosleep』（2021年7月17日、Globalist Industries）

## 参加作品

### 映画
- ザ・バンク 堕ちた巨像（2009年、監督 トム・ティクヴァ） - 作曲で参加

### 楽曲
- アダム・ランバート「ソークド」（2009年、『フォー・ユア・エンターテイメント』収録） - 作曲
- キンブラ「90s Music」（2014年、『ザ・ゴールデン・エコー』収録） - ギターで参加

### オーディオブック
- 『1984年』（2024年、Audible） - 作曲で参加[42]

### アルバム
- 『For the Throne: Music Inspired by the HBO Series Game of Thrones』（2019年4月26日、コロムビア・レコード） - 『ゲーム・オブ・スローンズ』のコンピレーションアルバム。初のソロ楽曲「Pray」収録。
- 『You've Always Been Here』（2020年10月2日） - The Jaded Hearts Clubのプロデューサー、ベーシストとして